# Karina Rabolini

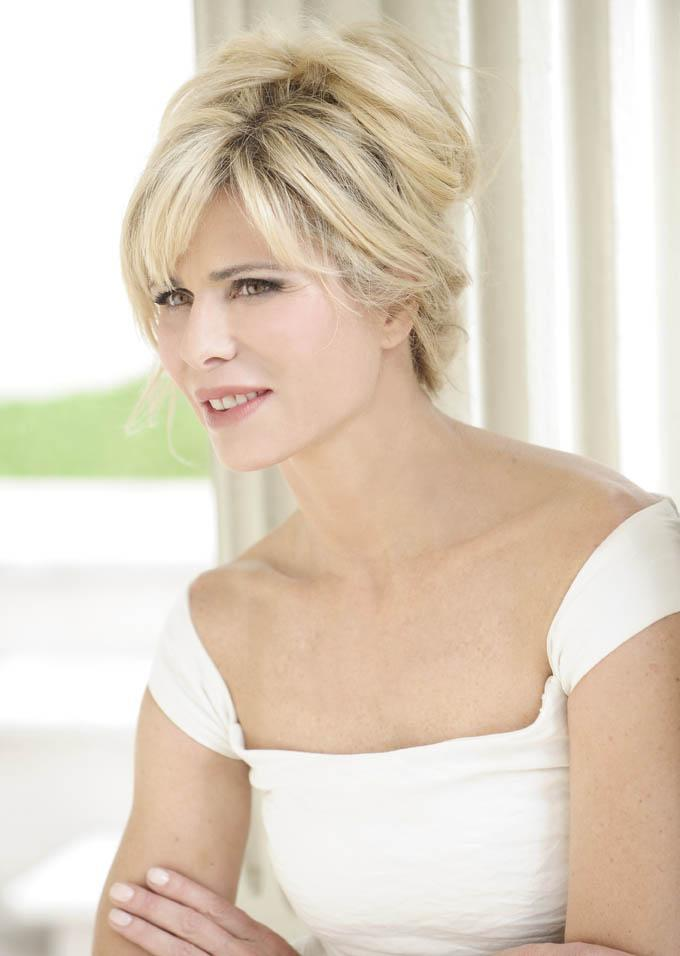
Karina Rabolini 2013

Karina Eliana Rabolini (* 27. April 1967 in Elortondo) ist ein argentinisches ehemaliges Model und jetzige Unternehmerin.

## Leben
Rabolini ist die Tochter von Elena Pettenatti und  Raúl Alberto Rabolini. Sie hat noch zwei Brüder. Während ihrer Kindheit zog die Familie in die Landeshauptstadt Santa Fe. 1991 heiratete sie Daniel Scioli, den Vize-Gouverneur und späteren Gouverneur der Provinz Buenos Aires. 1998 ließ sie sich von Scioli scheiden und zog nach Europa, um dort ihre Karriere als Model weiterzuentwickeln. 2001 heiratete das Paar ein zweites Mal unter Beibehaltung ihres Mädchennamens.
Von 2007 bis 2015 war Rabolini Präsidentin der wohltätigen Stiftung der staatlichen Bank der Region Buenos Aires. Nach Beendigung Arbeit als Präsidentin der Stiftung ist sie wieder unternehmerisch mit ihrer eigenen Firma im Verkauf von Brillen, Beauty-Produkten und Parfums tätig, die ihren Namen tragen.
Rabolini ist geschieden und lebt in Europa und Argentinien.